# FHB Mortgage Bank
FHB Mortgage Bank — крупнейшая в Венгрии ипотечная кредитная организация, с 2003 года входит в листинг акций Будапештской фондовой биржи (FHB), с 2004 года входит в индекс BUX, долгое время центральное учреждение банковской группы FHB Bank Group. В настоящее время FHB Mortgage Bank реорганизуется в Takarék Mortgage Bank в составе банковской группы Takarék

## История
FHB Mortgage Bank ведет свою историю с октября 1997 года, когда четырьмя банками (Magyar Befektetési é Fejlesztési Bank RT., Mezőbank RT., Postabank é Takarékpénztár RT., Pénzintézeti Központ Bank RT.) и Министерством финансов Венгрии была образована компания FHB Land Credit and Mortgage Bank Company, специализированное ипотечное кредитное учреждение с уставным капиталом в размере 3-х миллиардов форинтов.
В феврале 2006 года Банк принимает новый стратегический план по расширению банковской деятельности и филиальной сети. Создается банковская группа FHB Bank Group, в которую входят новые дочерние компании, крупнейшая среди которых FHB Commercial Bank Ltd., и новые приобретения, в том числе к 2014 году: Diófa Alapkezelő Zrt. (Diófa Fund Management Ltd.), Díjbeszedő Operational and Service (DÜSZ), частично Díjbeszedő Holding Ltd. (DBH), Díjbeszedő Faktorház Co. Plc. (DBF), DíjNET Ltd., Díjbeszedő Informatikai Ltd. (DBIT) и другие. Развиваются программы стратегического партнерства с группами Allianz и Magyar Posta (Hungarian Post), результатами которых становятся взаимные обмены активами, в том числе приобретение Allianz Bank в 2011 году.
Существенное изменение структуры компании начинается с приобретения в начале 2014 года 25-ти процентов акций компании Magyar Takarék Asset Management Ltd., благодаря которому FHB Mortgage Bank получил значительную долю (13,76%) участия в Bank of Hungary Savings Cooperatives Co. LTD. (в будущем Takarékbank).
В настоящее время группа банков FHB Bank Group проходит значительную реорганизацию и реструктуризацию. Целью этого процесса является полная интеграция банковской группы FHB Bank Group в группу Takarék и создание новой, эффективной, непараллельной организационной структуры банковской группы Takarék. Согласно бизнес-стратегии, принятой 27 июня 2017 года, функции центрального учреждения в группе будет выполнять исключительно Takarékbank, функции коммерческого банка будут выполняться коммерческим банком Takarék Commercial Bank (создаваемым на основе FHB Commercial Bank), а на долю FHB Mortgage Bank (далее Takarék Mortgage Bank ) будут приходиться исключительно функции ипотечного банка. В соответствии с вышеуказанной стратегией Takarék Commercial Bank становится флагманом группы, а ипотечный банк Takarék Mortgage Bank становится вторым по величине ипотечным банком на венгерском рынке.